# 渡邊海
渡邊 海（わたなべ かい、2002年10月26日 - ）は、日本のプロボクサー。東京都立川市出身。ライオンズボクシングジム所属。元WBOアジア太平洋スーパーフェザー級王者。第6代日本スーパーフェザー級ユース王者。

## 人物
- 父の利矢は元プロボクサー[2]。
- U-15全国大会を優勝し駿台学園高校卒業後にプロデビュー[3]。

## 来歴
2021年4月21日のプロデビュー戦は判定勝ち。同年12月19日に後楽園ホールで行われた「東日本新人王決勝」にて吉田諒相手に1回10秒TKO勝ちで東日本フェザー級新人王とMVP獲得。
そして2022年2月6日、2021年東日本フェザー級新人王として西軍代表岩下千紘を相手に3回ダウンを喫するも、後半盛り返して4回1-0(38-37、38-38×2)のドローながら優勢点で全日本新人王獲得。
2023年3月19日、石川県の内灘町総合体育館で英洸貴と日本ユース・フェザー級タイトルマッチ8回戦を行い、8回1-2（75-76×2、77-74）の判定負けを喫した。
2023年11月27日、後楽園ホールで2022年全日本スーパーフェザー級新人王の大谷新星と日本スーパーフェザー級ユース王座決定戦を行い、8回2-0（76-76、77-75×2）の判定勝ちを収め日本ユース王座獲得に成功、2021年と2022年の全日本新人王同士の対決は2021年全日本新人王の渡邊が制する形となった。
2024年3月8日、後楽園ホールで大畑俊平と日本ユーススーパーフェザー級タイトルマッチを行い、8回2-0（77-75×2、76-76）の判定勝ちを収め初防衛に成功した。
2024年8月22日、後楽園ホールでWBOアジア太平洋スーパーフェザー級2位の鈴木稔弘とWBOアジア太平洋同級王座決定戦を行い、左フックで初回1分29秒TKO勝ちを収め、王座獲得に成功した。
2025年1月24日、有明アリーナで井上尚弥対金藝俊の前座として日本スーパーフェザー級王者およびWBOアジア太平洋同級1位の奈良井翼と60.0kg契約のノンタイトル戦で対戦するも、10回1-2（96-94、94-96×2）の僅差の判定負けを喫し、それと同時にWBOアジア太平洋王座は規定により剥奪された。
2025年4月22日、後楽園ホールでWBOアジア太平洋スーパーフェザー級4位の石井龍誠とWBOアジア太平洋同級王座決定戦を行い、左フックで7回40秒TKO勝ちを収め剥奪という形で失った王座の返り咲きに成功した。
2025年7月31日、後楽園ホールでのフェニックスバトル140のメインイベントとしてWBOアジア太平洋スーパーフェザー級1位の齋藤麗王とWBOアジア太平洋同級タイトルマッチを行い、初回に2度のダウンを奪い2回から効果的にラッシュを決めて、2回終了ゴング後に齋藤が渡邊を加撃したことで減点1を科せられるも、3回も手は止まらずレフェリーストップで逆転負けとなる3回2分2秒TKO負けを喫し初防衛に失敗、王座から陥落した。

## 戦績
- アマチュアボクシング：22戦 16勝 6敗
- プロボクシング：18戦 14勝 (8KO) 3敗 1分

| 戦           | 日付           | 勝敗 | 時間    | 内容    | 対戦相手                                 | 国籍       | 備考                                                         |
| ------------ | -------------- | ---- | ------- | ------- | ---------------------------------------- | ---------- | ------------------------------------------------------------ |
| 1            | 2021年4月21日  | ☆    | 4R      | 判定3-0 | 佐藤光（北海道畠山）                     | 日本       | プロデビュー戦                                               |
| 2            | 2021年6月5日   | ☆    | 1R 1:16 | TKO     | 服部壮志（スパイダー根本）               | 日本       |                                                              |
| 3            | 2021年7月17日  | ☆    | 4R      | 判定3-0 | 柿元蓮（ワタナベ）                       | 日本       |                                                              |
| 4            | 2021年9月27日  | ☆    | 4R      | 判定3-0 | 廣瀬祐也（協栄新宿）                     | 日本       |                                                              |
| 5            | 2021年11月3日  | ☆    | 4R      | 判定3-0 | 布崎清治（本多）                         | 日本       |                                                              |
| 6            | 2021年12月19日 | ☆    | 1R 0:10 | TKO     | 吉田諒（ワールドS）                      | 日本       | 2021年度東日本フェザー級新人王決勝戦                         |
| 7            | 2022年2月6日   | △    | 4R      | 判定1-0 | 岩下千紘（駿河男児）                     | 日本       | 2021年度全日本フェザー級新人王決定戦 ※優勢点により新人王獲得 |
| 8            | 2022年4月26日  | ☆    | 1R 0:33 | TKO     | 石田凌太（角海老宝石）                   | 日本       |                                                              |
| 9            | 2022年8月30日  | ☆    | 4R 1:07 | TKO     | デッチャディーン・ソーンシリスパーティン | タイ       |                                                              |
| 10           | 2022年12月31日 | ☆    | 2R 1:54 | TKO     | 中井龍（角海老宝石）                     | 日本       |                                                              |
| 11           | 2023年3月19日  | ★    | 8R      | 判定1-2 | 英洸貴（カシミ）                         | 日本       | 日本ユースフェザー級王座決定戦                               |
| 12           | 2023年7月8日   | ☆    | 1R 1:01 | KO      | ジョン・ジョン・エストラーダ             | フィリピン |                                                              |
| 13           | 2023年11月27日 | ☆    | 8R      | 判定2-0 | 大谷新星（真正）                         | 日本       | 日本ユーススーパーフェザー級王座決定戦                       |
| 14           | 2024年3月8日   | ☆    | 8R      | 判定2-0 | 大畑俊平（駿河男児）                     | 日本       | 日本ユース防衛1                                              |
| 15           | 2024年8月22日  | ☆    | 1R 1:29 | TKO     | 鈴木稔弘（志成）                         | 日本       | WBOアジア太平洋スーパーフェザー級王座決定戦                  |
| 16           | 2025年1月24日  | ★    | 10R     | 判定1-2 | 奈良井翼（RK蒲田）                       | 日本       | 60.0kg契約10回戦                                             |
| 17           | 2025年4月22日  | ☆    | 7R 0:40 | TKO     | 石井龍誠（金子）                         | 日本       | WBOアジア太平洋スーパーフェザー級王座決定戦                  |
| 18           | 2025年7月31日  | ★    | 3R 2:02 | TKO     | 齋藤麗王（帝拳）                         | 日本       | WBOアジア太平洋陥落                                          |
| テンプレート |                |      |         |         |                                          |            |                                                              |

## 獲得タイトル
- 全日本フェザー級新人王
- 日本スーパーフェザー級ユース王座（防衛1）
- WBOアジア太平洋スーパーフェザー級王座（防衛0=剥奪）
- WBOアジア太平洋スーパーフェザー級王座（2期目:防衛0）